# ITF Landisville
Das ITF Landisville ist ein Tennisturnier der ITF Women’s World Tennis Tour, das in Landisville, Pennsylvania, Vereinigte Staaten auf Hartplatz ausgetragen wird.

## Siegerliste

### Einzel
| Jahr                   | Siegerin            | Finalgegnerin             | Ergebnis        |
| ---------------------- | ------------------- | ------------------------- | --------------- |
| ↓ Kategorie: $10.000 ↓ |                     |                           |                 |
| 2008                   | Kristie Ahn         | Rebecca Marino            | 6:3, 2:6, 6:3   |
| 2009                   | Laura Granville     | Petra Rampre              | 6:2, 6:1        |
| 2010                   | Alexandra Mueller   | Kyle McPhillips           | 6:2, 5:7, 6:0   |
| 2011                   | Robin Anderson      | Bojana Bobusic            | 6:2, 6:3        |
| 2012                   | Piia Suomalainen    | Elizabeth Lumpkin         | 7:64, 6:1       |
| 2013 (1)               | Alissa Kleibanowa   | Natalie Pluskota          | 6:3, 6:0        |
| ↓ Kategorie: $25.000 ↓ |                     |                           |                 |
| 2013 (2)               | Madison Brengle     | Olivia Rogowska           | 6:2, 6:0        |
| 2014                   | Paula Kania         | Ons Jabeur                | 5:7, 6:3, 6:4   |
| 2015                   | Naomi Broady        | Robin Anderson            | 4:6, 6:4, 7:65  |
| 2016                   | Laura Robson        | Julia Elbaba              | 6:0, 6:0        |
| 2017                   | Wera Lapko          | Anna Karolína Schmiedlová | 4:6, 6:4, 7:64  |
| ↓ Kategorie: $60.000 ↓ |                     |                           |                 |
| 2018                   | Madison Brengle     | Kristie Ahn               | 6:4, 1:0 aufgg. |
| 2019                   | Madison Brengle     | Zhu Lin                   | 6:4, 7:5        |
| ↓ Kategorie: W100 ↓    |                     |                           |                 |
| 2020                   | abgesagt            | abgesagt                  | abgesagt        |
| 2021                   | Nuria Párrizas Díaz | Greet Minnen              | 7:66, 4:6, 7:67 |
| 2022                   | Zhu Lin             | Elizabeth Mandlik         | 6:2, 6:3        |
| 2023                   | Wang Xinyu          | Madison Brengle           | 6:2, 6:3        |
| 2024                   | McCartney Kessler   | Olivia Gadecki            | 4:6, 6:2, 6:4   |
| 2025                   | Petra Marčinko      | Janice Tjen               | 7:64, 3:6, 6:4  |

### Doppel
| Jahr                   | Siegerinnen                            | Finalgegnerinnen                         | Ergebnis           |
| ---------------------- | -------------------------------------- | ---------------------------------------- | ------------------ |
| 2008                   | Audra Cohen Heidi El Tabakh            | Stefania Boffa Anna Fitzpatrick          | 6:3, 7:63          |
| 2009                   | Olga Bulytschowa Magda Okruaschwili    | Whitney Jones Tiya Rolle                 | 6:75, 7:5, [10:7]  |
| 2010                   | Gail Brodsky Alexandra Mueller         | Dianne Hollands Tiffany Welford          | 4:6, 7:5, [10:2]   |
| 2011                   | Chieh-Yu Hsu Nicola Slater             | Brooke Rischbieth Storm Sanders          | 7:5, 6:3           |
| 2012                   | Macall Harkins Chieh-Yu Hsu            | Gabriela Dabrowski Alexandra Mueller     | 6:3, 6:4           |
| 2013 (1)               | María Fernanda Álvarez Terán Keri Wong | Brooke Austin Brooke Rischbieth          | 2:6, 6:4, [10:5]   |
| ↓ Kategorie: $25.000 ↓ |                                        |                                          |                    |
| 2013 (2)               | Monique Adamczak Olivia Rogowska       | Chanel Simmonds Emily Webley-Smith       | 6:2, 6:3           |
| 2014                   | Jamie Loeb Sanaz Marand                | Lena Litvak Alexandra Mueller            | 7:65, 6:1          |
| 2015                   | Ivana Jorović Jessica Moore            | Brynn Boren Nadja Gilchrist              | 6:1, 6:3           |
| 2016                   | Freya Christie Laura Robson            | Elise Mertens An-Sophie Mestach          | 6:3, 6:4           |
| 2017                   | Sophie Chang Alexandra Mueller         | Xenija Lykina Emily Webley-Smith         | 4:6, 6:3, [10:5]   |
| ↓ Kategorie: $60.000 ↓ |                                        |                                          |                    |
| 2018                   | Ellen Perez Arina Rodionova            | Chen Pei-hsuan Wu Fang-hsien             | 6:0, 6:2           |
| 2019                   | Vania King Claire Liu                  | Hayley Carter Jamie Loeb                 | 4:6, 6:2, [10:5]   |
| ↓ Kategorie: W100 ↓    |                                        |                                          |                    |
| 2020                   | abgesagt                               | abgesagt                                 | abgesagt           |
| 2021                   | Hanna Chang Alexa Glatch               | Samantha Murray Sharan Walerija Sawinych | 7:63, 3:6, [11:9]  |
| 2022                   | Sophie Chang Anna Danilina             | Südkorea Jang Su-jeong                   | 2:6, 7:64, [11:9]  |
| 2023                   | Sophie Chang Julija Starodubzewa       | Olivia Gadecki Mai Hontama               | kampflos           |
| 2024                   | nicht ausgetragen                      | nicht ausgetragen                        | nicht ausgetragen  |
| 2025                   | Carmen Corley Ivana Corley             | Ingrid Martins Simona Waltert            | 4:6, 7:64, [12:10] |

## Quelle
- ITF Homepage

2008 |
2009 |
2010 |
2011 |
2012 |
2013 (1) |
2013 (2) |
2014 |
2015 |
2016 |
2017 |
2018 |
2019 |
2020 |
2021 |
2022 |
2023 |
2024 |
2025